# Sport Lisboa e Évora
O Sport Lisboa e Évora é um clube português, com sede na cidade de Évora, capital da região do Alentejo.

## História
Fundado a 4 de agosto de 1928. Resultou da fusão do Império Foot-ball Club e do Glória Vencedor Clube. 
É a 6.ª filial do Sport Lisboa e Benfica. 
A sua principal actividade centra-se nas equipas de futebol e futsal de formação.
Durante anos, promoveu um torneio de futebol no escalão de iniciados que se tornou referência no futebol de formação em Portugal, tendo nele participado todas as grandes equipas nacionais. O torneio foi perdendo relevância em virtude das dificuldades financeiras que atravessou, originadas pela falta de apoio dos organismos oficiais da cidade.
Ao SL Évora deve-se a formação de Paulo Torres, Campeão Mundial de Futebol sub-20 no ano de 1991. 
Nos últimos anos, assumiu destaque a secção de Futsal, que veio juntar-se às históricas secções de desportos de combate.
Neste momento conta com os escalões de Benjamis, Infantis F9, Iniciados e Juvenis.

## Sede e Estádio
A equipa disputa os seus jogos no Parque Desportivo Eng. Joaquim António Moreira Carneiro.
Histórico Presidente do SL Évora, foi o responsável pela construção do Parque Desportivo e do Pavilhão Gimnodesportivo, bem como da sede social do clube numa das zonas mais nobres da cidade, no bairro Sra. da Saúde na Av. Pedro Álvares Cabral 41, 7005-175 Évora.
A 8 de Dezembro de 1946 foi inaugurada a Sede Social e lançada a primeira pedra do Parque Desportivo.

## Actualidade
Actualmente (5/08/2023) a Direcção é presidida por Baltazar Damas, sendo que a restante equipa é constituida por Mauro Rodrigues - tesoureiro, João Neutel - secretário, e restante equipa os vogais: João Damas, Luís Bação, Maria José Damas, Duarte Rosado, Maria Bação, Margarida Pinelas e Sílvio de Matos. A mesa da Assembleia Geral é presidida pelo Dr.Gilberto Cavaco.